# Ивановец (ракетный катер)
Р-334, с 29.10.1998 года Р-334 «Ивановец» — ракетный катер проекта 12411 (шифр «Молния-1», кодовое обозначение НАТО — Tarantul class III) Черноморского флота ВМФ СССР и ВМФ России.

## Тактико-технические данные
- Водоизмещение: 493 т.

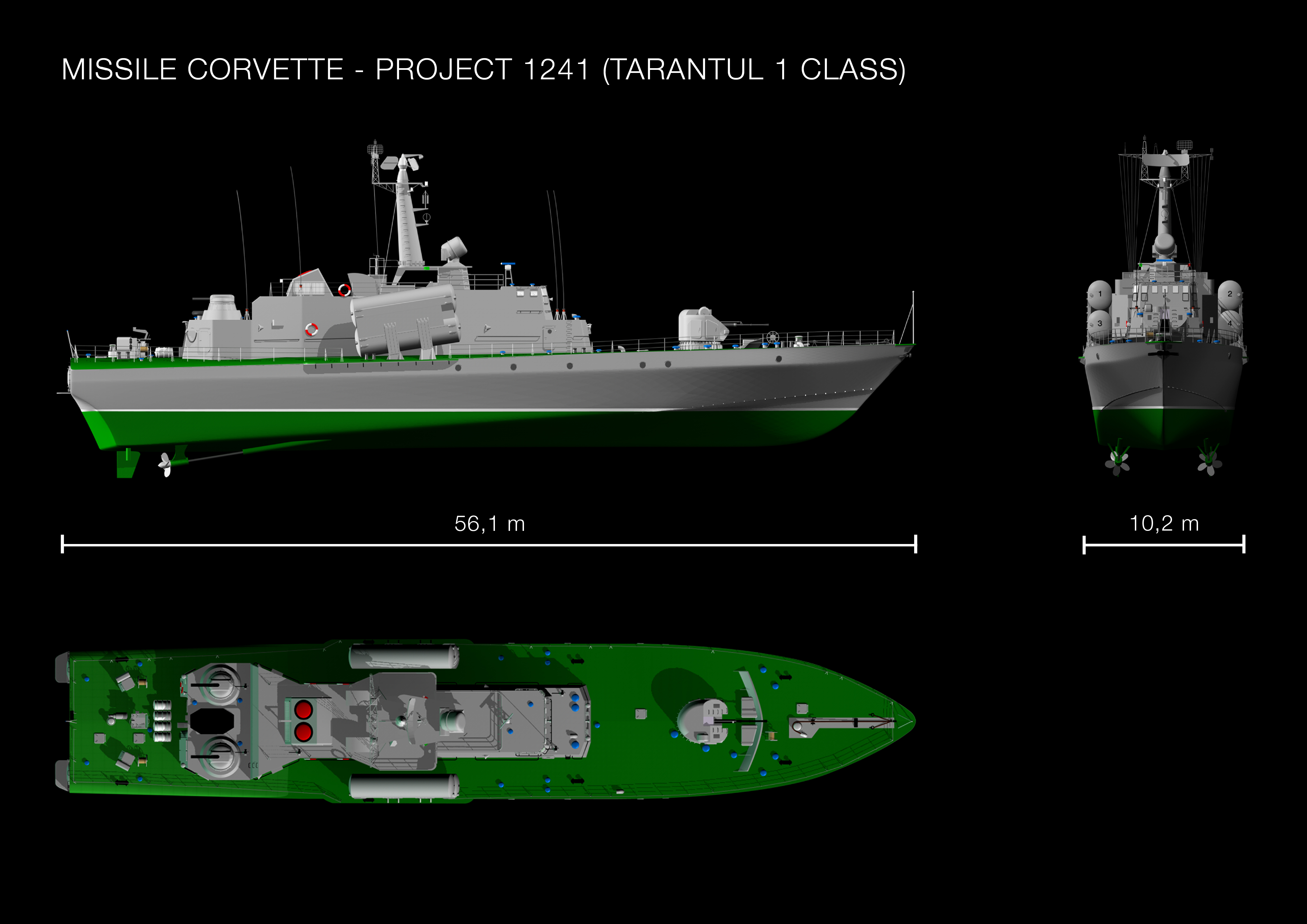

- Размеры: длина — 56,1 м, ширина — 10,2 м, осадка — 4,36 м.
- Скорость полного хода: 42 узла.
- Дальность плавания: 1600 миль при 20 узлах.
- Силовая установка: смешанная, 2 маршевых турбины, 8000 л. с. + 2 турбины крейсерского хода, 24000 л. с., 2 винта.
- Вооружение: 2х2 пусковых установки противокорабельных ракет П-270 «Москит» (4 ракеты), 1 76,2-мм артустановка АК-176, 2x6 30-мм артустановки АК-630, 1 пусковая установка переносного зенитно-ракетного комплекса «Игла»[1].
- Экипаж: 41 человек[1].

## Постройка
Ракетный катер Р-334 был заложен по проекту 12411 4 января 1988 года на Средне-Невском ССЗ. Заводской № 211, спущен на воду 28 июля 1989 года. В состав черноморской 41-й бригады ракетных катеров был принят 30 декабря 1989 года и поднял военно-морской флаг СССР.

## Служба
Тактический номер катера — 954.

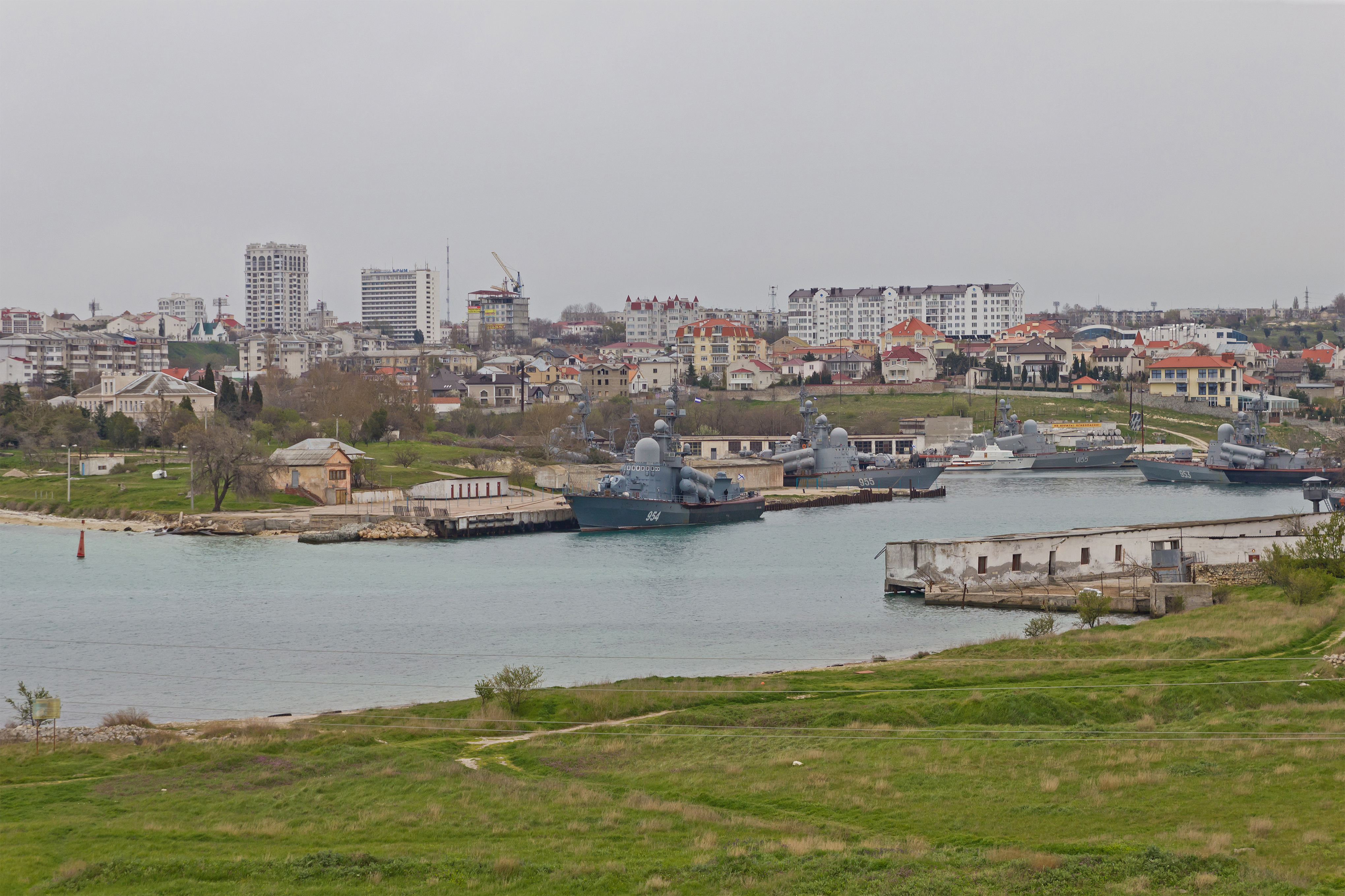
Ивановец у причальной стенки в месте базирования в Карантинной бухте в 2014 году

После раздела Черноморского флота СССР в 1997 году отошел российской стороне.
Входил в состав 295-го Сулинского дивизиона ракетных катеров 41-й бригады ракетных катеров с базированием на бухту Карантинную Севастополя.
В ноябре 1998 году был заключен договор между 41-й бригадой ракетных катеров ЧФ и администрацией Ивановской области о шефских связях. 29 октября 1998 года катер был переименован в «Ивановец». Шефство над катерами Шуя и Ивановец и визиты ивановцев в Севастополь стали постоянными.
По состоянию на август 2013 года проходил капремонт в доке. В сентябре 2013 года должен был войти в состав группировки кораблей ВМФ РФ в Средиземном море, однако вместо этого был привлечен к мероприятиям по обеспечению безопасности зимней Олимпиады в Сочи в 2014 году.
Катер, по словам капитана 3-го ранга Николая Шмонова, выполнял слежение за кораблями НАТО в акватории Чёрного моря, совершил поход к берегам Сирии.
В 2020 году выполнял патрулирование в районе захваченных Россией украинских морских буровых платформ компании «Черноморнефтегаз».
В 2021 году участвовал в учениях кораблей Крымской и Новороссийской военно-морских баз.

## Затопление
31 января — 1 февраля 2024 года в ходе российского вторжения на Украину на рейде бухты Донузлава был атакован несколькими безэкипажными катерами типа MAGURA V5. Получил пробоины, в том числе от детонации противокорабельных ракет, и затонул. На борту могло находиться более 30 человек экипажа. Россия утверждает, что все были эвакуированы; Минобороны РФ сообщения о потоплении катера не комментировало. На снятом с одного из морских дронов видео видно, как катер носом вверх уходит под воду. Атака произошла в 12 километрах от Донузлава и в 8 километрах от села Окуневка на берегу Чёрного моря.
ГУР Украины оценила стоимость катера в 60-70 млн долларов.

## Командиры
В разное время ракетным катером командовали:
- капитан 3 ранга Лопатко В. А.;
- капитан 3 ранга Роман Костырко;
- капитан-лейтенант Олег Сардин;
- капитан 3 ранга Алексей Куприянов;
- капитан-лейтенант Максим Ульянов;
- капитан 3 ранга Николай Шмонов[4].